# Lauri Hakola
Lauri Johannes Hakola (* 13. Dezember 1979 in Oulu) ist ein früherer finnischer Skispringer.

## Werdegang
Lauri Hakola startete für den Verein Puijon Hiihtoseura. Der Student aus Kuopio debütierte schon im März 1998 in seiner Heimatstadt im Weltcup. In den folgenden Jahren kam er in einem sehr starken finnischen Team nur sehr sporadisch – meist in Kuopio – zum Einsatz. In seinem siebten Einsatz am Saisonbeginn 2006/07 in Kuusamo kam er erstmals unter die besten 10 eines Weltcupspringens (Platz 10). Vor der Saison 2007/08 beendete er seine aktive Karriere.
Vor Beginn der Saison 2018/19 wurde Hakola, der zuvor Assistenztrainer war, als Nachfolger von Andreas Mitter neuer finnischer Cheftrainer. Er erhielt einen Vertrag über zwei Jahre, mit der Option auf Verlängerung um weitere zwei Jahre. Vor der Saison 2020/21 wurde er durch Janne Väätäinen ersetzt, erhielt den Cheftrainerposten aber zur Saison 2023/24 wieder zurück.